# 149
149 је била проста година.

## Догађаји
- Конзули: Сервије Корнелије Сципион и Луције Салвидијен Орфит. Конзул-суфект Квинт Помпеј Сосије Приск.
- Кинески цар Хуанди, који се изјашњавао као будиста, организовао је прогон конфучијанских и таоистичких проповедника.